# شخص خیلی مهم (فیلم)
شخص خیلی مهم (انگلیسی: Very Important Person) یک فیلم به کارگردانی کن آناکین است که در سال ۱۹۶۱ منتشر شد. از بازیگران آن می‌توان به جیمز رابرتسن جاستیس اشاره کرد.